# Теяна Тейлор
Теяна Тейлор (нар. 10 грудня 1990 року) — американська співачка, композиторка, акторка, танцюристка та модель.
2007 року Тейлор підписала контракт зі студією звукозапису «Star Trak Entertainment» американського музиканта Фаррелла Вільямса. Одна з учасниць реаліті-шоу від MTV «Мої солодкі 16». Після закінчення контракту зі «Star Trak Entertainment», 2012 року за допомогою лейблу «Def Jam» уклала контракт зі студією звукозапису «GOOD Music» Каньє Веста Як композиторка-початківиця, Тейлор працювала і написала музику для таких виконавців, як: Ашер, Кріс Браун та Омаріон. Тейлор виступала на подіумах під час Тижня моди, а також взяла участь у записі альбому Каньє Веста «My Beautiful Dark Twisted Fantasy». Знялася у реаліті-шоу на «каналі VH1» — «Теяна та Іман».

## Раннє життя
Теяна Тейлор народилася 10 грудня 1990 року і виросла в Гарлемі у Нью-Йорку. Вона афро-тринідадського походження. Тейлор єдина дитина у матері. Її батько має ще двох синів та одну доньку від іншого шлюбу. Мати виховувала її зі своєю сім'єю і в даний час є її менеджеркою. У 9 років Теяна взяла в руки мікрофон перед натовпом і почала виступати. Тейлор проходила відбори у різних конкурсах талантів, у тому числі Аполло: пошук вітчизняних зірок і талантів (англ. Apollo Theater National All-Stars talent search). Подорослішавши, Тейлор перебувала під сильним впливом творчості Лорін Гілл, Стіві Вандер, Джанет Джексон та Майкла Джексона.

## Кар'єра

### 2006—2011: початок кар'єри
У вересні 2006 року Теяна Тейлор виступила хореографкою під час зйомок музичного відео для Бейонсе з хітом «Бити тривогу» (англ. «Ring the Alarm»). У січні 2007 року Тейлор підписала контракт з американським музикантом і продюсером звукозапису Фарреллом Вільямсом «Star Trak Entertainment» через Interscope Records. У лютому 2007 року Тейлор вперше з'явилася на публіці в епізоді серіалу на МТВ «Мої суперсолодкі шістнадцять». У 2007 році Тейлор знялась камео в музичному відео у кліпі Jay-Z «Рожева Магія», де вона танцює.
У лютому 2008 року Тейлор випустила свій комерційний дебютний сингл під назвою «Загугли мене» (англ. «Google Me»).. Пісня вийшла як перший сингл з дебютного повнометражного проєкту, який представляє дебютний мікстейп під назвою З планети під назвою Гарлем (From a Planet Called Harlem). На стрічці представлено продукцію від Jazze Pha, Pharrell, Mad Scientist, Frost, Shondre та Hit-Boy, серед інших. Також представлена «комбінація брейк», «футуристичний бум» та «мелодійне відтворення» — ідеальний фон для зірки у стилі музичний бедлам". Альбом «Загугли мене» вийшов під номером 90 наBillboard's у стилі R&B, хіп-хоп пісень. 16 серпня 2009 року Тейлор випустила свій дебютний мікстейп, З планети під назвою Гарлем. Трек був також випущений для безкоштовного завантаження, представлений як «мікстейп до її дебютного альбому».
У серпні 2010 року Тейлор розвинула кар'єру акторки, знявшись у продовженні Stomp The Yard  під назвою Stomp The Yard: Homecoming (Братство танцю: повернення додому). Вона також з'явилася у дебютному епізоді House of Glam на Oxygen, який вийшов в ефір у жовтні 2010 року.

### 2012—2017: GOOD Music і дебют
У січні 2012 року було оголошено, що у Тейлор закінчився контракт з Interscope і Star Trak. Тейлор заявила, що у неї і засновника Star Trak Фаррела Вільямса залишилися дружні та ділові відносини. Тейлор неодноразово заявляла, що її звільнення з лейблу було необхідним, оскільки вона хотіла мати незалежність у музичній індустрії. В інтерв'ю з ді-джеєм Скі Тейлор зазначила, що, «коли [вона] була підписана на шість років, [вона] відчувала, що вона не зможе зробити [все]» і що вона «не змогла довести [її] шанувальникам, що [вона] має талант» і «не могла співати від [усього] серця».
Будучи незалежною артисткою, Теяна Тейлор почала готувати свій другий реліз — мікстейп під назвою The Misunderstanding of Teyana Taylor. Мікстейп був створений під впливом легенд 1990-х років, як-от Лорін Гілл і Мері Джей Блайдж. Трек побачив світ у першій половині 2012 року, а йому передував випуск «Зроби крок» (Вейл) «D.U.I.» (Jadakiss & Fabolous), який вийшов 25 лютого 2012 року.
Через деякий час Тейлор підписала угоду з лейблом Каньє Веста GOOD Music та The Island Def Jam Music Group 14 червня 2012 року. У рамках програми GOOD Music вона з'явилася на альбомі-компіляції Cruel Summer, випущеному 18 вересня 2012 року. Дуети нового альбому Тейлор були високо оцінені. Еріка Рамірес з Billboard.com зазначила, що «чудовий голос Теяни Тейлор … висвітлюється на важкій електричній гітарі»
27 липня 2014 року через Твіттер Тейлор оголосила назву свого дебютного студійного альбому VII, що побачить світ 4 листопада на GOOD Music and The Island Def Jam Music Group. Цей альбом дебютував під номером 19 в чарті Billboard 200. Було продано 16 000 примірників у США в перший тиждень. За другий тиждень альбом опустився у рейтингу на номер 78 через продаж 5000 примірників. За третій тиждень альбом впав до номера 160, бо було продано 3000 примірників. За цей час загальний обсяг продажів альбому склав 24 000 копій.
Тейлор була запрошена суддею на восьмий сезон телеверсії американського конкурсного танцю Найкращий танцювальний колектив Америки (англ. America's Best Dance Crew), який вийшов в ефір 29 липня 2015 року на МТВ. 25 серпня Тейлор також випустила свій перший реліз (ЕР), під назвою The Cassette Tape 1994. ЕР віддає данину культовому звуку 1990-х і включає безліч зразків хітів з 90-х.
У червні 2016 року Тейлор випустила свій сингл «Freak On» з гостьовим вокалом від Кріса Брауна виробництва DJ Mustard. Це зразки «Freak Like Me» Адіни Говард. Тейлор оголосила, що це буде перший сингл з її майбутнього другого студійного альбому. 
28 серпня 2016 року на премії MTV Video Music Award Каньє Вест випустив світову прем'єру музичного відео для свого сингла «FADE», в якому Тейлор виконала танець, подібно до фільму «Flashdance» у 1983 році.

## Особисте життя
16 грудня 2015 року Тейлор народила доньку, Іман «Джуні» Тейлу Шумперт від свого партнера (Іман Шумперт). З 2016 року одружилася з ним. У 2020 році народила другу доньку. У 2023 пара подала на розлучення.

## Дискографія
- VII (2014)
- К. Т. Е. С. (2018)
- The Album (2020)

## Фільмографія
- Братство танцю: повернення додому (2010)
- Велика щаслива родина Медеї (2011)
- Gang of Roses II: наступне покоління (2012)
- Жорстоке літо (2012)
- Початок (2013)
- Братська любов (2015)
- Зірка (2017)
- Перерви (2017)
- Хані: вставай та танцюй (2018)
- Hit the Floor (2018)
- Після Вечірки (2018)
- Поїздка до Америки 2 (2021)
- Книга Кларенса (2023)
- Одна битва за іншою (2025)
- The RIP (2026)